# Djabir Saïd-Guerni
Aïssa Djabir Saïd-Guerni (in arabo جابر سعيد جورني‎?; Algeri, 29 marzo 1977) è un ex mezzofondista algerino, specializzato negli 800 metri piani, disciplina di cui è stato campione mondiale a Parigi Saint-Denis 2003.

## Record nazionali

### Seniores
- 400 metri piani indoor: 46"71 ( Eaubonne, 13 febbraio 2002)
- 800 metri piani: 1'43"09 ( Bruxelles, 3 settembre 1999)

## Progressione

### 800 metri piani
| Stagione | Risultato | Luogo     | Data      | Rank. Mond. |
| -------- | --------- | --------- | --------- | ----------- |
| 2006     | 1'47"59   | Algeri    | 22-6-2008 |             |
| 2005     | 1'44"80   | Helsinki  | 12-8-2005 | 22º         |
| 2004     | 1'44"44   | Bruxelles | 3-9-2004  | 15º         |
| 2003     | 1'44"60   | Zurigo    | 15-8-2003 | 15º         |
| 2002     | 1'44"03   | Madrid    | 21-9-2002 | 11º         |
| 2001     | 1'44"55   | Milano    | 6-6-2001  | 19º         |
| 2000     | 1'43"25   | Bruxelles | 25-8-2000 | 2º          |
| 1999     | 1'43"09   | Bruxelles | 3-9-1999  | 5º          |
| 1998     | 1'45"72   | Praga     | 8-6-1998  |             |
| 1997     | 1'46"84   |           |           |             |
| 1996     | 1'52"06   | Sydney    | 21-8-1996 |             |

### 800 metri piani indoor
| Stagione | Risultato | Luogo    | Data      | Rank. Mond. |
| -------- | --------- | -------- | --------- | ----------- |
| 2002     | 1'47"68   | Gand     | 10-2-2002 | 31º         |
| 1999     | 1'47"85   | Eaubonne | 23-2-1999 | 33º         |

## Palmarès
| Anno | Manifestazione          | Sede             | Evento      | Risultato | Prestazione | Note             |
| ---- | ----------------------- | ---------------- | ----------- | --------- | ----------- | ---------------- |
| 1996 | Mondiali juniores       | Sydney           | 800 m piani | Batteria  | 1'52"06     |                  |
| 1997 | Giochi del Mediterraneo | Bari             | 800 m piani | Bronzo    | 1'47"76     |                  |
| 1997 | Universiadi             | Catania          | 800 m piani | 6º        | 1'49"41     |                  |
| 1998 | Campionati africani     | Dakar            | 800 m piani | Bronzo    | 1'46"31     |                  |
| 1999 | Universiadi             | Palma di Maiorca | 800 m piani | 4º        | 1'46"75     |                  |
| 1999 | Mondiali                | Siviglia         | 800 m piani | Bronzo    | 1'44"18     | Record nazionale |
| 1999 | Giochi panafricani      | Johannesburg     | 800 m piani | Argento   | 1'45"32     |                  |
| 2000 | Campionati africani     | Algeri           | 800 m piani | Oro       | 1'45"88     |                  |
| 2000 | Campionati africani     | Algeri           | 4×400 m     | Oro       | 3'05"45     |                  |
| 2000 | Giochi olimpici         | Sydney           | 800 m piani | Bronzo    | 1'45"16     |                  |
| 2002 | Campionati africani     | Tunisi           | 800 m piani | Oro       | 1'45"52     |                  |
| 2003 | Mondiali                | Saint-Denis      | 800 m piani | Oro       | 1'44"81     |                  |
| 2004 | Giochi olimpici         | Atene            | 800 m piani | 7º        | 1'45"61     |                  |
| 2005 | Mondiali                | Helsinki         | 800 m piani | 5º        | 1'45"31     |                  |

## Altre competizioni internazionali
2002
- Argento in Coppa del mondo ( Madrid), 800 m piani - 1'44"03